# مثبط ناقلة ميثيل-O الكاتيكول
.

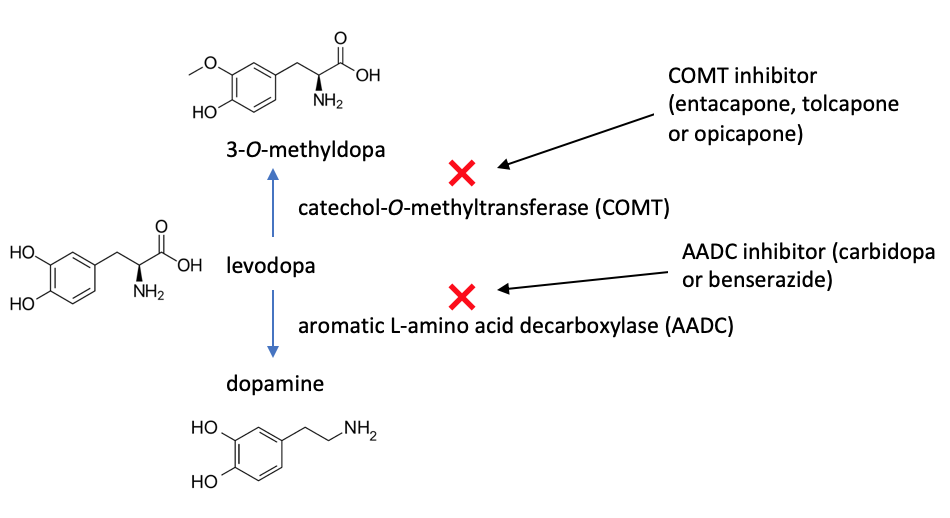
استقلاب ليفودوبا

مثبطات ناقلة ميثيل-O الكاتيكول هي أدوية تُثَبط الإنزيم ناقلة ميثيل-O الكاتيكول (اختصارًا COMT)، وتضيف مجموعة ميثيل إلى الكاتيكولامينات، مثل: الدوبامين والنورأدرينالين والأدرينالين. كما أنها تضيف مجموعة ميثيل إلى ليفودوبا (L-Dopa). مثبطات ناقلة ميثيل-O الكاتيكول تُستخدم مع ليفودوبا ومثبطات نازعة كربوكسيل L-الحمض الأميني العطري لعلاج مرض باركنسون . (مثلًا: كاربيدوبا أو بنسيرازيد). تعتمد الفائدة العلاجية لاستخدام مثبط ناقلة ميثيل-O الكاتيكول على قدرته على منع تمثيل ليفودوبا إلى 3-O-ميثيل دوبا [الإنجليزية] وبالتالي، زيادة التوافر الحيوي لليفودوبا. تقلل مثبطات ناقلة ميثيل-O الكاتيكول بشكل كبير من وقت الراحة للأشخاص المصابين بمرض باركنسون الذين يتناولون كاربيدوبا/ليفودوبا.

## قائمة أدوية مثبطات ناقلة ميثيل-O الكاتيكول
- إنتاكابون
- تولكابون
- أوبيكابون

## الآثار الجانبية
- غثيان
- هبوط ضغط الدم الانتصاب
- أحلام اليقظة
- ارتباك
- هلوسة
- تسمم الكبد (تولكابون)
- نعاس
- إسهال
- تلون البول [الإنجليزية]
- خلل الحركة